# Nișă (arhitectură)

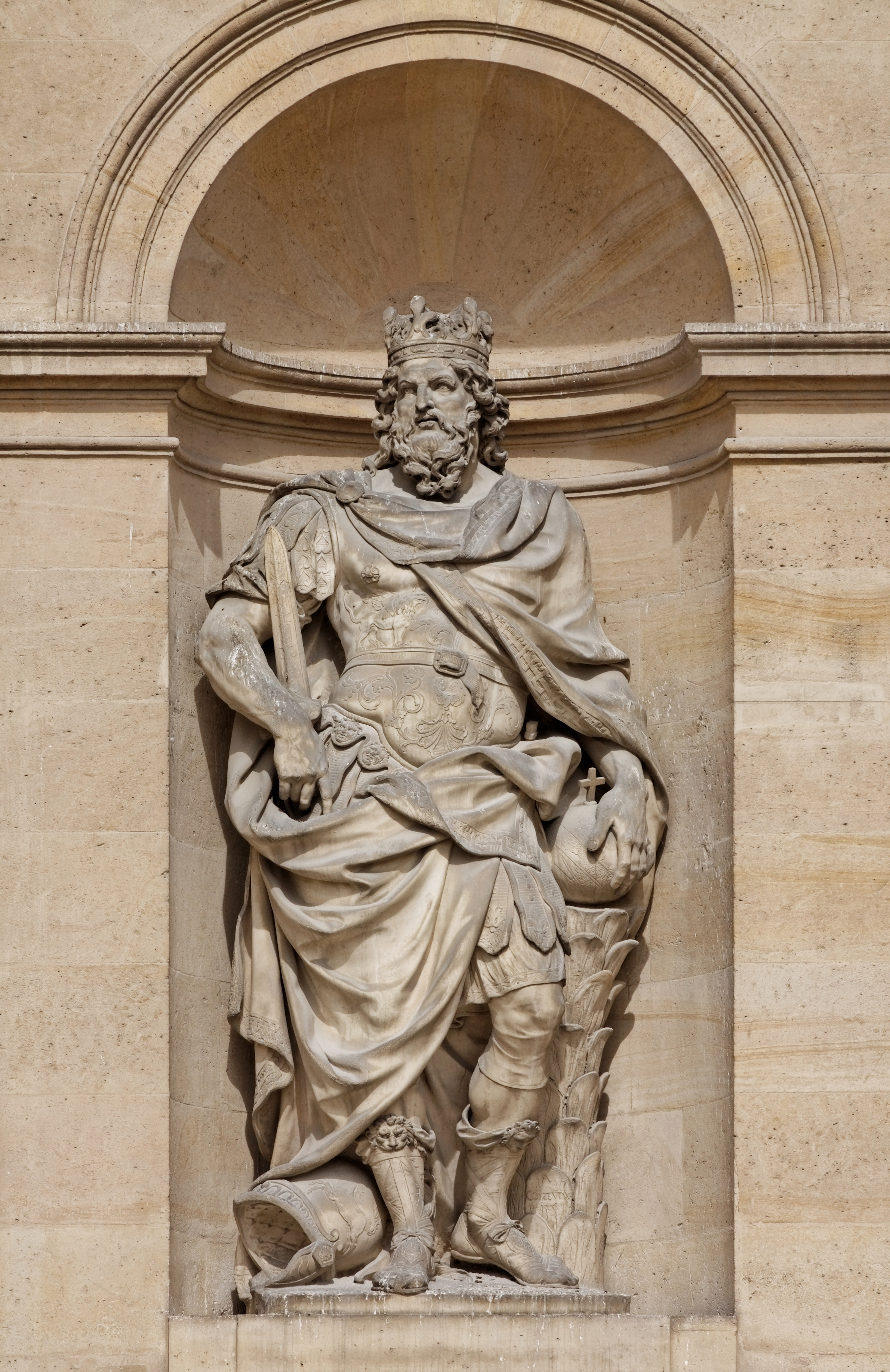
Nișă cu o sculptură de Antoine Coysevox, în Hôtel des Invalides (Paris)

În arhitectură nișa este o adâncitură dreptunghiulară sau în arcadă, practicată într-un zid pentru a găzdui o statuie sau o piesă de mobilier. Denumirea vine din limba latină, de la cuvântul „nidus” care înseamnă cuib.

## Prezentare generală
Nișele au fost mult folosite în antichitate, în arhitectura imperială romană.
S-au folosit și se folosesc în mod obișnuit în arhitectura lăcașelor de cult (biserici, moschei, temple) pentru plasarea de statui, imagini și locuri de închinare.

## Galerie de imagini

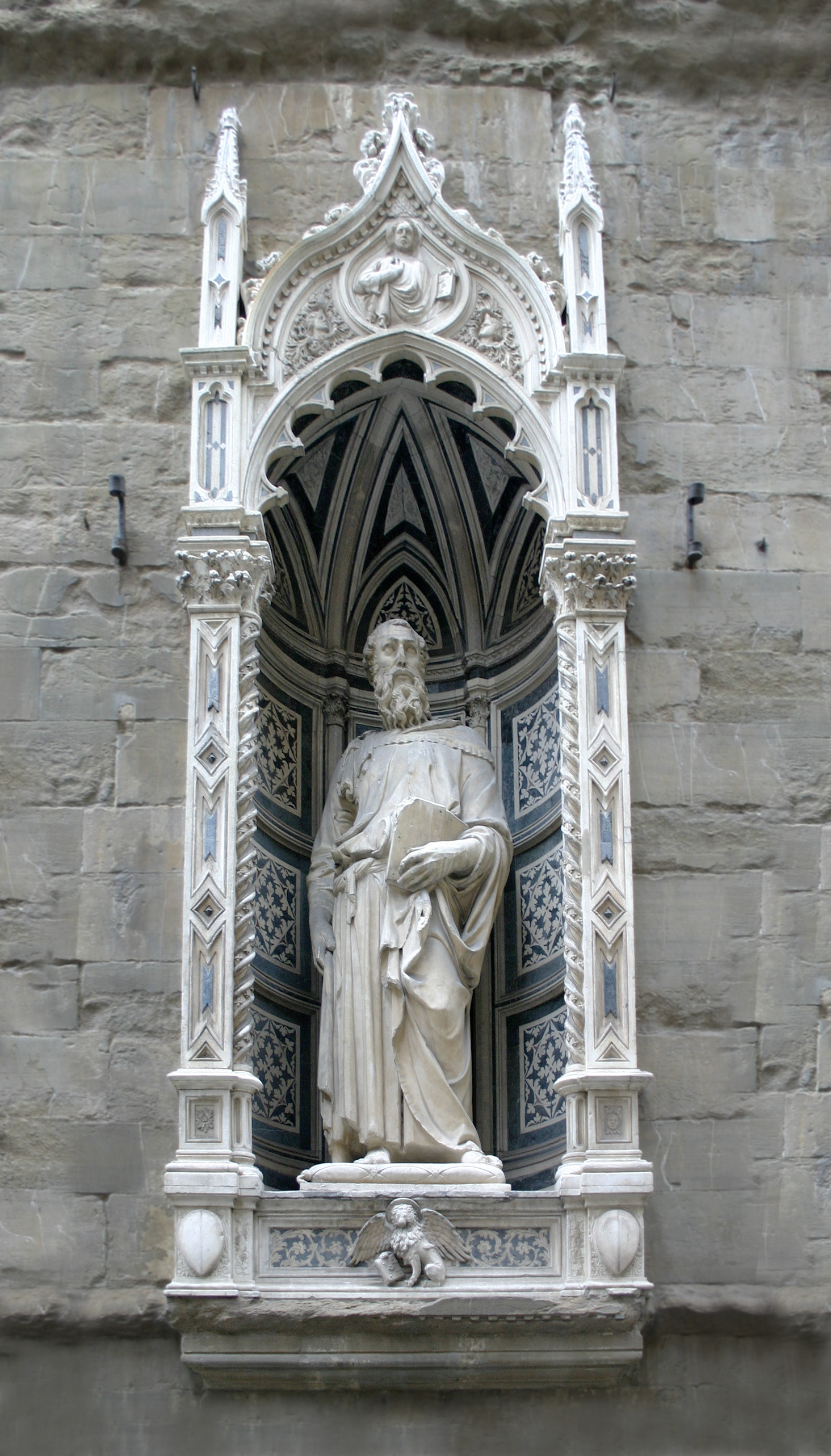
Donatello: Statuia Sfântului Marcu într-o nișă pe faţada bisericii Orsanmichele (Florența)
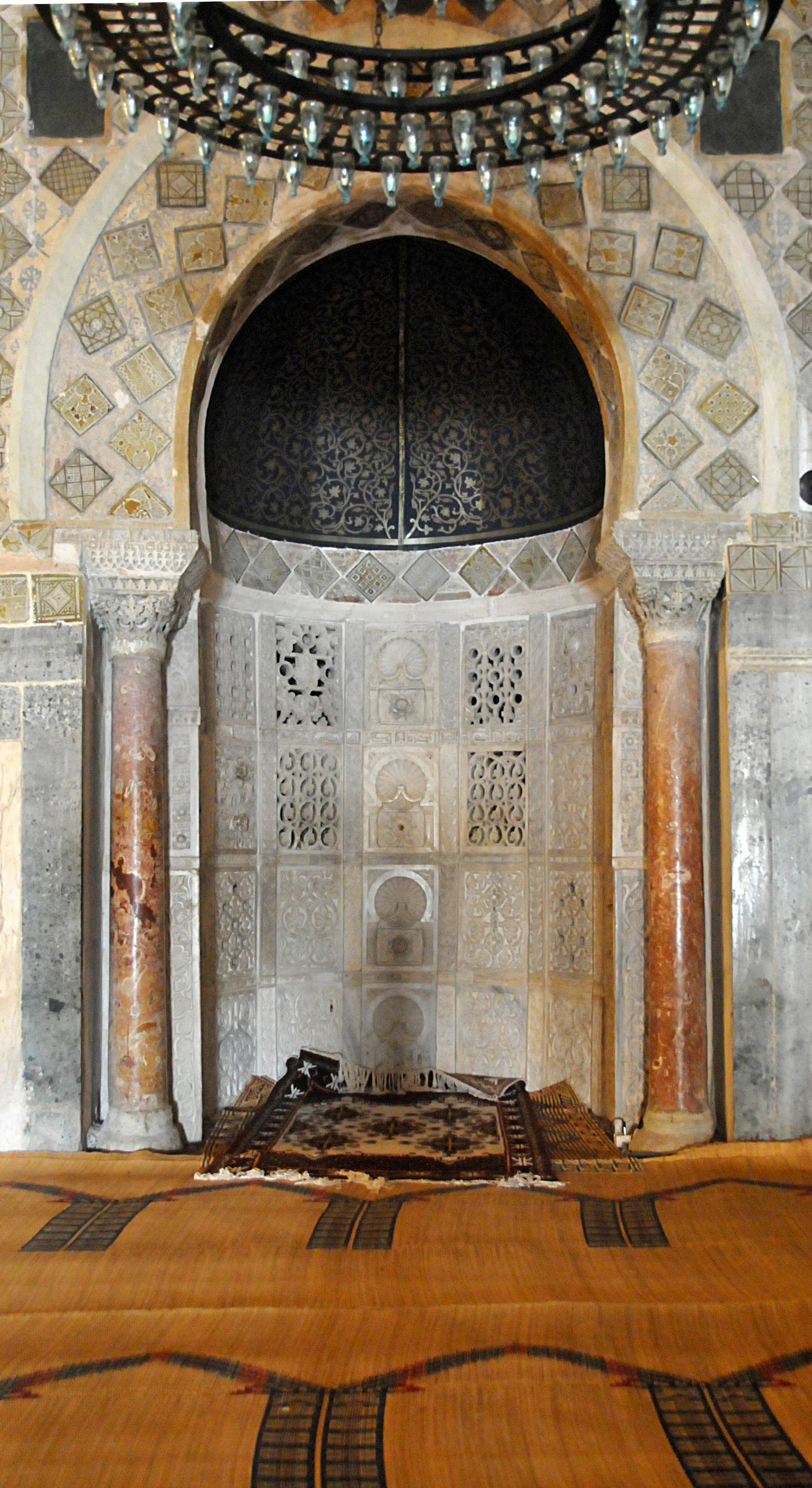
Nişă din Marea Moschee din Kairouan (Tunisia)